# Antarchaea haemaceps
Antarchaea haemaceps är en fjärilsart som beskrevs av George Francis Hampson 1910. Antarchaea haemaceps ingår i släktet Antarchaea och familjen nattflyn. Inga underarter finns listade i Catalogue of Life.